# Bojanići
Bojanići (Servisch cyrillisch Бојанићи) is een plaats in de Servische gemeente Kraljevo. De plaats telt 94 inwoners (2002).